# Саса (округ Зволен)
Саса (словац. Sása, угор. Szászpelsőc) — село, громада в окрузі Зволен, центральна Словаччина. Кадастрова площа громади — 24,67 км². Населення — 932 особи (за оцінкою на 31 грудня 2017 р.). Протікає річка Нересниця.
Перша згадка 1332 року.

## Населення
| Рік:            | 1994. | 2004.   | 2014.   | 2024.    |
| --------------- | ----- | ------- | ------- | -------- |
| Кількість осіб: | 889   | 951     | 933     | 830      |
| Різниця:        |       | +6,97 % | -1,89 % | -11,03 % |

| Рік:            | 2023. | 2024.   |
| --------------- | ----- | ------- |
| Кількість осіб: | 857   | 830     |
| Різниця:        |       | -3,15 % |